# Nguyễn Quang Thuấn
Nguyễn Quang Thuấn (sinh năm 1959) là giáo sư, tiến sĩ kinh tế người Việt Nam. Ông hiện là Ủy viên Hội đồng Lý luận Trung ương Đảng Cộng sản Việt Nam, Phó Chủ tịch hội đồng chỉ đạo biên soạn Bách khoa toàn thư Việt Nam. Ông nguyên là Chủ tịch Viện Hàn lâm Khoa học xã hội Việt Nam, một trong 16 thành viên Tổ Tư vấn kinh tế của Thủ tướng Chính phủ Việt Nam Nguyễn Xuân Phúc nhiệm kì 2016–2020.
Tại kỳ họp ngày 18-19/10/2022, Ủy ban Kiểm tra Trung ương kỷ luật cảnh cáo ông Nguyễn Quang Thuấn, lúc đó là Phó chủ tịch Hội đồng Lý luận Trung ương.

## Tiểu sử
Nguyễn Quang Thuấn sinh năm 1959, quê quán tại tỉnh Bắc Ninh.
Năm 1983, ông tốt nghiệp Đại học Tổng hợp Hà Nội chuyên ngành Kinh tế chính trị.
Sau khi tốt nghiệp đại học, ông làm cán bộ nghiên cứu Viện Kinh tế thế giới thuộc Ủy ban Khoa học xã hội Việt Nam.
Năm 1990, ông sang Nga làm luận án tiến sĩ kinh tế tại Viện Hàn lâm Khoa học Nga.
Năm 1993, ông đạt học vị tiến sĩ kinh tế.
Năm 2010, ông được Nhà nước Việt Nam phong học hàm giáo sư.
Ông từng là Phó Viện trưởng, Viện trưởng, Tổng Biên tập Trung tâm Nghiên cứu SNG và Đông Âu (nay là Viện Nghiên cứu Châu Âu).
Sau đó, ông là Phó Chủ tịch Viện Hàn lâm Khoa học xã hội Việt Nam.
Ngày 18 tháng 5 năm 2016, Nguyễn Quang Thuấn, Viện trưởng Viện Nghiên cứu Trung Quốc được Thủ tướng Chính phủ Việt Nam Nguyễn Xuân Phúc bổ nhiệm giữ chức vụ Chủ tịch Viện Hàn lâm Khoa học xã hội Việt Nam thay Nguyễn Xuân Thắng.
Ngày 28 tháng 7 năm 2017, Tổ Tư vấn kinh tế của Thủ tướng Chính phủ Việt Nam Nguyễn Xuân Phúc nhiệm kì 2016-2021 được thành lập theo Quyết định 1120/QĐ-TTg, ông là một trong 15 thành viên.
Ông còn là Phó chủ tịch Hội đồng Lý luận Trung ương Đảng Cộng sản Việt Nam, Phó Chủ tịch hội đồng chỉ đạo biên soạn Bách khoa toàn thư Việt Nam.

## Bê bối
Tại kỳ họp ngày 18-19/10/2022, Ủy ban Kiểm tra Trung ương kỷ luật cảnh cáo ông Nguyễn Quang Thuấn, Phó chủ tịch Hội đồng Lý luận Trung ương, nguyên Bí thư Đảng ủy, nguyên Chủ tịch Viện Hàn lâm Khoa học xã hội Việt Nam.  Ban thường vụ Đảng ủy Viện Hàn lâm Khoa học Xã hội Việt Nam đã để xảy ra nhiều vi phạm trong công tác cán bộ; quản lý, sử dụng tài chính, tài sản, đầu tư công; quản lý nghiên cứu khoa học; đào tạo thạc sĩ, tiến sĩ; giải quyết khiếu nại, tố cáo.

## Tác phẩm

### Sách
1. Cải cách kinh tế ở Ba Lan và Việt Nam: thành tựu và những vấn đề. Nhà xuất bản Khoa học xã hội, 2001.[1]
2. Quan hệ Nga - ASEAN trong bối cảnh quốc tế mới. Nhà xuất bản Chính trị quốc gia, 2007.[1]
3. Quan hệ kinh tế Việt Nam - Liên minh Châu Âu: Thực trạng và triển vọng. Nhà xuất bản Khoa học xã hội, 2009.[1]
4. Việt Nam 5 năm gia nhập WTO. Nhà xuất bản Khoa học xã hội, 2013.[1]
5. Quản trị Quan hệ biến đổi giữa châu Âu và châu Á: Dấu hiệu từ các nền kinh tế mới nổi Trung Quốc và Việt Nam. Xuất bản bằng tiếng Anh - The Governance of Climate Relations between Europe and Asia: Evidence from China and Vietnam as Key Emerging Economies. Nhà xuất bản Edward Elgar, 2013.[1]
6. Cải cách doanh nghiệp nhà nước ở sau 30 năm đổi mới: Thực trạng và giải pháp.

## Dịch COVID-19
Ngày 8 tháng 3, báo Tuổi Trẻ dẫn lời ông Nguyễn Đức Chung, chủ tịch thành phố Hà Nội cho biết tính từ sáng 2 tháng 3 đến chiều 6 tháng 3, ông Thuấn “đã tiếp xúc với 96 người” và nhà chức trách “đang trong quá trình xác minh tiếp các trường hợp tiếp xúc với ông này.”
Ngày 9/3, ông Nguyễn Đức Chung nhận xét với báo chí rằng “bệnh nhân thứ 21” là người đã đi lại và tiếp xúc “phức tạp nhất”, có “nguy cơ cao nhất” làm lây lan Covid-19 trong thành phố, có thể lên đến 500 người.
Nhiều nguồn tin nói ông N.Q.T đã tham gia một số cuộc họp tại Viện Hàn lâm Khoa học Xã hội và Hội đồng Lý Luận Trung ương, trước khi trở bệnh và nhập viện. Hoạt động của ông đã dẫn đến việc Viện Hàn lâm Khoa học xã hội Việt Nam “tạm đóng cửa” từ 10-15/3.
Từ ngày 9 đến ngày 13 tháng 3, mạng xã hội Việt Nam dồn dập đưa tin bệnh nhân số 21 đã đến khu chung cư Royal City gặp người quen khiến những người này bị đưa đi cách ly. Từ các thông tin này, mạng xã hội lại có những tin đồn rằng ông này đến Royal City để gặp bồ nhí và con riêng.
Bộ Công an Việt Nam xác định đây là thông tin thất thiệt, bịa đặt, xuyên tạc về bệnh nhân này, được kích động bởi các đối tượng phản động, chống đối chính trị trong và ngoài nước nhằm gây hoài nghi, làm xói mòn niềm tin của quần chúng nhân dân, gây hoang mang trong dư luận xã hội. Bộ Công an đã triệu tập làm việc một số người đã đăng tải và chia sẻ các thông tin này trên mạng xã hội Facebook. Các đối tượng này đã khai nhận do thiếu hiểu biết nên đã sử dụng tài khoản Facebook cá nhân để đăng tải, chia sẻ những thông tin suy diễn.